# Pocahontas
Pocahontas, nascida Matoaka, conhecida depois como Amonute (Werowocomoco, c. 1594 – Gravesend, 21 de março de 1617) foi uma ameríndia, filha de Wahunsunacock (conhecido também como Chefe Powhatan) que governava uma área que abrangia quase todas as tribos do litoral do estado da Virgínia (região chamada pelos índios de Tenakomakah). Pocahontas casou-se com o inglês John Rolfe, tornando-se uma celebridade no fim de sua vida. Como já citado, seus verdadeiros nomes eram Matoaka e Amonute: "Pocahontas" era um apelido de infância que acabou se popularizando.
A vida de Pocahontas deu margem a muitas lendas. O que se sabe sobre ela foi transmitido oralmente de uma geração para outra ou escrito por terceiros, especialmente o livro de John Smith, The Generall Historie of Virginia, New-England, and the Summer Isles. Sua história se transformou num mito romântico nos séculos seguintes à sua morte, mito este que foi transformado num desenho animado da The Walt Disney Company (Pocahontas) e em um filme, O Novo Mundo.

## Vida de Pocahontas
Pocahontas é um apelido que significa "a metida"’ ou "criança mimada". O seu nome real era Matoaka. A história conta que ela salvou o inglês John Smith, que seria executado pelo seu pai em 1607. Nessa época, Pocahontas teria apenas entre dez e onze anos de idade.
Smith era um homem de meia idade, de cabelos castanhos, de barba e cabelos longos. Ele era um dos líderes colonos e, em 1607, fora raptado por caçadores Powhatans. Ele possivelmente seria morto, mas Pocahontas interveio, conseguindo convencer o pai que a morte de John Smith atrairia o ódio dos colonos.
Graças a esse evento (e a mais duas oportunidades em que Pocahontas salvou a vida dos colonos), os Powhatans fizeram as pazes com os colonos. Ao contrário do que dizem os romances sobre sua vida, Pocahontas e Smith nunca se apaixonaram. Smith serviu como um tutor da língua e dos costumes ingleses para Pocahontas. Em 1609, um acidente com pólvora obrigou John Smith a se tratar na Inglaterra, mas os colonos disseram a Pocahontas que Smith teria morrido.
A verdadeira história de Pocahontas tem um triste final. Em 1612, com apenas dezessete anos, ela foi aprisionada pelos ingleses enquanto estava em uma visita social e mantida na prisão de Jamestown por mais de um ano. Durante o período de captura, o inglês John Rolfe demonstrou um especial interesse pela jovem prisioneira. Como condição para Pocahontas ser libertada, ela teve de se casar com Rolfe, que era um dos mais importantes comerciantes ingleses no setor de tabaco.
Pocahontas passou um ano prisioneira, mas tratada como um membro da corte. Alexander Whitaker, ministro inglês, ensinou o cristianismo e aprimorou o inglês de Pocahontas. Quando ele providenciou seu batismo cristão, Pocahontas escolheu o nome de Rebecca.
Logo após isso, ela teve seu primeiro filho, a qual deu o nome de Thomas Rolfe. Os descendentes de Pocahontas e John Rolfe ficaram conhecidos como Red Rolfes.

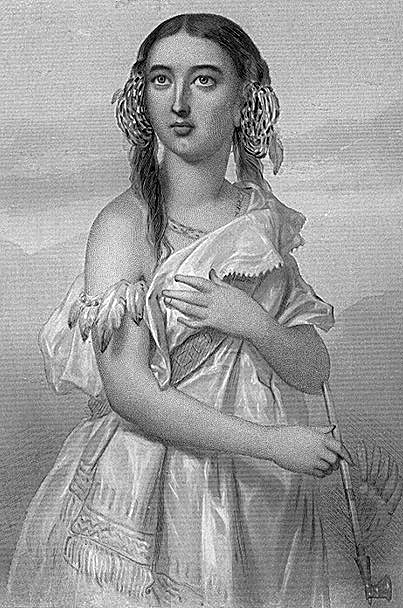
Pocahontas de 1883

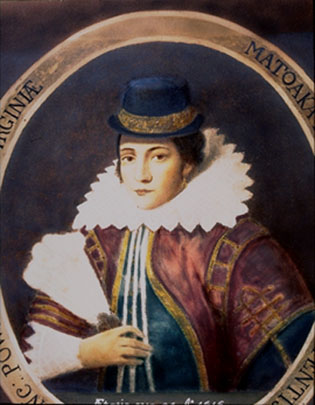
Retrato de Pocahontas do século XVIII

Em 1616, Rolfe, Pocahontas e Thomas viajaram para Inglaterra. Junto com eles, viajaram também  onze membros da tribo Powhatan, incluindo o sacerdote Tomocomo. Na Inglaterra, Pocahontas descobriu que Smith estava vivo, mas não pôde encontrá-lo, pois estava viajando. Mas Smith mandou uma carta à rainha Ana, pedindo que ela fosse tratada com nobreza. Pocahontas e os membros da tribo se tornaram imensamente populares entre os nobres e, em um evento, Pocahontas e Tomocomo se encontraram com o rei James, que simpatizou com ambos.
Em 1617, Pocahontas e John Smith se reencontraram. Smith escreveu em seus livros que, durante o reencontro, Pocahontas não disse uma palavra a ele, mas, quando tiveram a oportunidade de conversarem sozinhos por horas, ela declarou estar decepcionada com ele, por não ter ajudado a manter a paz entre sua tribo e os colonos. Meses depois, Rolfe e Pocahontas decidiram retornar à Virgínia, mas uma doença de Pocahontas (provavelmente a varíola, pneumonia ou tuberculose) obrigou o navio em que estavam a voltar para Gravesend, em Kent, na Inglaterra, onde Pocahontas morreu.
Após sua morte, diversos romances sobre sua história foram escritos, sendo que todos retratavam um romance entre Smith e Pocahontas. A maioria, ainda, tratava John Rolfe como um vilão, que teria separado os dois e casado com Pocahontas à força. Apesar de sua fama, as figuras encontradas sobre Pocahontas sempre foram de caráter fantasioso, sendo a mais real figura de Pocahontas a pintura de Simon Van de Passe, que foi feita em 1616.
Hoje em dia, muitas pessoas tentam associar sua árvore genealógica a Pocahontas, incluindo o ex-presidente George W. Bush. Ele seria, porém, descendente apenas de John Rolfe, a partir de um filho de um casamento posterior à morte de Pocahontas. Entre as pessoas confirmadas como descendente de Pocahontas, destaca-se Nancy Reagan, viúva do ex-presidente estadunidense  Ronald Reagan.
O chefe Powhatan morreu na primavera seguinte. Os descendentes da tribo de Pocahontas foram dizimados e suas terras foram tomadas por colonizadores.

### Casamento com Rolfe
Durante sua estada em Henricus, Pocahontas encontrou-se com John Rolfe, que caiu de amores por ela. Rolfe, cuja esposa e filha tinham falecido, tinha cultivado com sucesso uma nova espécie de tabaco em Virgínia e tinha gasto muito de seu tempo lá para a colheita. Ele era um homem muito religioso que se angustiava com as potenciais repercussões de casar com uma "selvagem".
Em uma longa carta dirigida ao governador, pediu permissão para casar-se com ela, relatando seu amor por ela e sua crença de que ela poderia ter sua alma salva. Ele alegou que não estava somente movido "pelo desejo carnal, mas pelo bem desta plantação, pela honra de nosso país, pela Glória de Deus, pela minha própria salvação... ela se chama Pocahontas, a quem dirijo meus melhores pensamentos, e eu tenho estado por tanto tempo tão confuso, e encantado por esse intrincado labirinto...". Os sentimentos de Pocahontas sobre Rolfe e a união são desconhecidos.
Casaram-se em 5 de abril de 1614. Viveram juntos nos anos seguintes na plantação de Rolfe, Varina Farms, que estava localizada ao lado do James River, na nova comunidade de Henricus. Tiveram um filho, Thomas Rolfe, nascido em 30 de janeiro de 1615.
Sua união não obteve sucesso no sentido de trazer os cativos de volta, mas estabeleceu um clima de paz entre os colonos de Jamestown e a tribo de Powhatan por muitos anos; em 1615, James Habor escreveu que desde o casamento "nós tivemos um amigável comércio não só com os Powhatans como também com todas aqueles que estavam em nossa volta".

### Viagem à Inglaterra e morte

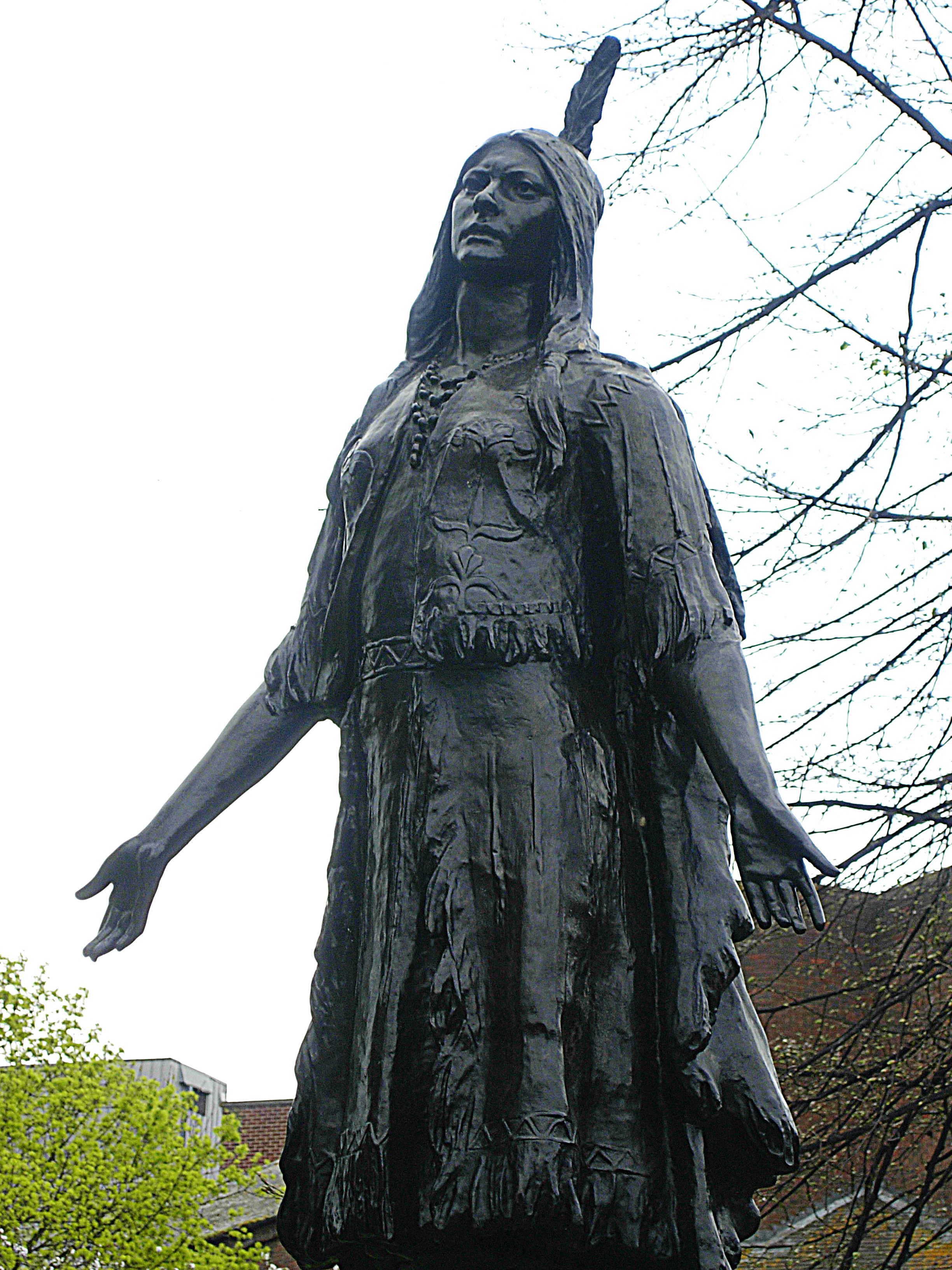
Estátua de Pocahontas no local de sua morte: igreja de São Jorge, em Gravesend, em Kent, na Inglaterra

Os responsáveis pela colônia de Virgínia encontravam dificuldade em atrair novos colonos para Jamestown. Com o objetivo de encontrar investidores para assumir os riscos, usaram Pocahontas como uma estratégia de marketing, tentando convencer os europeus de que os nativos poderiam ser "domesticados"; buscavam, desse modo, salvar a colônia. Em 1616, os Rolfes viajaram para a Inglaterra, chegando no porto de Plymouth e dirigindo-se para Londres em Junho de 1616. Foram acompanhados por um grupo de onze nativos.
Pocahontas entreteve várias reuniões da sociedade. Ao chegar, o rei não queria recebê-la formalmente. Por isso, Smith, que estava em Londres, ao saber disso, escreveu uma carta ao rei contando como Pocahontas os havia salvo em Jamestown da fome, do frio e da morte. O rei, por causa disso, aceitou recebê-la.
Pocahontas e Rolfe viveram no subúrbio de Brentford por algum tempo. Em março de 1617, tomaram um navio e retornaram à Virgínia. No entanto, o navio havia somente chegado à Gravesend, no rio Tâmisa, quando Pocahontas ficou doente. A natureza da doença é desconhecida, mas pneumonia, varíola ou tuberculose são os diagnósticos mais prováveis. Ao desembarcar, ela morreu. Seu funeral ocorreu em 23 de Março de 1617, na paróquia de São Jorge, em Gravesend.
Em sua memória, foi erguida, em Gravesend, uma estátua de bronze em tamanho real.

## Dramatizações para o cinema

### Versão muda
Em 1924, a versão curta-metragem muda Pocahontas and John Smith foi produzida pela Universal Pictures, estrelando C. L. Sherwood como John Smith e Lola Todd como Pocahontas. O filme foi dirigido por Bryan Foy e estreou nos Estados Unidos em 6 de outubro de 1924.

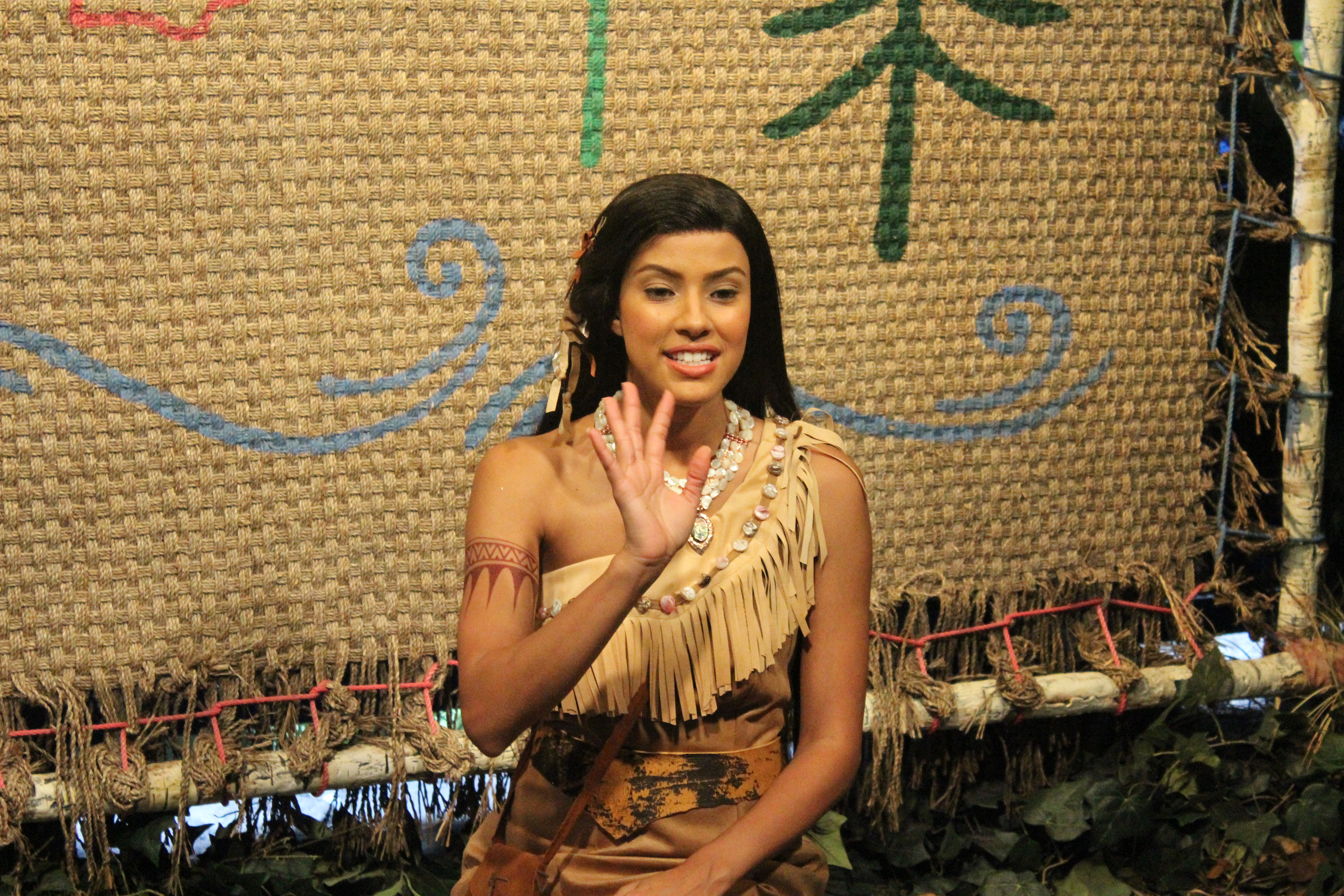
Atriz vestida de Pocahontas em um parque Disney.

### Versões da Disney
Em 1995, a Walt Disney Pictures lançou uma versão animada da história, Pocahontas, na qual a indígena foi dublada por Irene Bedard. A história foi recontada com muitas licenças poéticas, a começar por Pocahontas ser uma jovem adulta, que se apaixona por John Smith. Rendeu uma continuação lançada em vídeo, Pocahontas 2 - Uma jornada para o novo mundo, onde Pocahontas vai para a Inglaterra e tem seu relacionamento com John Rolfe.
Pocahontas é parte da franquia Disney Princesa, e aparece em outras animações da companhia, como House of Mouse e Ralph Breaks the Internet.

### Versão de Terrence Malick
Terrence Malick contou a história de Pocahontas no filme de 2005, The New World, onde foi interpretada por Q’orianka Kilcher.
No filme, em 1607, três embarcações inglesas, financiadas pela London Virgínia Company, partiam ao longo do oceano Atlântico rumo a novos territórios, na esperança de encontrarem lendários tesouros e ouro. Ao desembarcarem no rio James, na Virgínia, estabeleciam a colônia de Jamestown. A maioria dos 103 colonos do grupo original eram aristocratas mal preparados para as condições do Novo Mundo, pelo que as condições de vida na colônia se degradavam ao ritmo que em se desvanecia a esperança de encontrar ouro.
O capitão John Smith era encarregado de liderar uma expedição ao longo do rio Chickahominy com o objetivo de encontrar comida. Durante a expedição, os nativos da tribo Powhatan, a tribo dominante da região, abordavam o grupo do capitão Smith. Todos, à exceção de Smith, eram mortos. Este era, então, levado para a aldeia dos nativos americanos, onde conhecia a filha do chefe da tribo Powhatan, Pocahontas, com quem aprendia a cultura e costumes da tribo.
Passados alguns meses, reunia comida suficiente para ajudar os colonos a sobreviverem ao inverno e regressava às colônias de Jamestown. Na primavera seguinte, Powhatan descobria que os colonos tencionavam ficar e decidia preparar-se para a guerra. Sem o conhecimento do pai, Pocahontas avisava Smith da eminência de um ataque e, quando os nativos eram surpreendidos, Powhatan descobria que a filha os havia traído, decidindo, então, bani-la da tribo e da família para sempre.
Pocahontas era forçada a viver com uma tribo vizinha, acabando por ser vendida aos ingleses, como apólice de seguro contra ataques da tribo do pai. Ao viver com os colonos, adaptava-se lentamente ao seu modo de vida. Durante este período, Smith era chamado de volta à Inglaterra para liderar outras expedições. Voltaria a ver Pocahontas, apenas mais uma vez, anos mais tarde, quando esta chegava à Inglaterra.
Malick tentou basear a maior parte de sua visão nos relatos históricos, pesquisando os escritos de exploradores e colonos da Virgínia para criar os monólogos de Smith e de outros personagens.
Mas este é, acima de tudo, um filme da imaginação. Como acontecem com todos os trabalhos de Malick, as imagens, os sons fantasmagóricos e o humor bucólico ultrapassam a narrativa.
Malick nos leva a um Éden primordial. Os nativos estranhamente pintados e os intrusos brancos e armados se enxergam de maneira suspeita. Seus mundos, objetivos e crenças não poderiam ser mais diferentes.
Os nativos têm pouco senso de possessão ou ambição, mas têm uma ordem social forte. Já os colonos, a maioria despreparada para lidar com o selvagem, buscam riqueza, olham uns aos outros com inveja e podem se revoltar a qualquer momento. Um confronto violento é inevitável.
Na primeira vez que vimos John Smith (Colin Farrell), ele está algemado em um dos três navios ingleses que chegam ao Rio James em 1607. Ele está sendo punido por insubordinação, mas é um soldado valioso demais para ser enforcado. Então o capitão Newport (Christopher Plummer) o liberta assim que desembarcam no Novo Mundo. Ele chega até mesmo a dar uma missão vital para Smith antes de voltar para a Inglaterra.
Smith lidera uma expedição rio acima para entrar em contato com um chefe indígena na esperança de estabelecer comércio. Ao invés disso, seus homens são mortos e ele é feito prisioneiro. Sua vida é poupada pelo chefe (August Schellenberg) quando a filha favorita deste, Pocahontas (O'Orianka Kilcher), implora por perdão.
O chefe deixa o aventureiro por conta de sua filha adolescente, para que ambos aprendam a língua um do outro e ele possa ficar por dentro das intenções dos recém-chegados.
É claro que o casal se apaixona. Aqui o filme entra em um estado onírico, quase sem diálogos. Enquanto um forte laço é formado entre os dois estranhos, eles absorvem a riqueza da paisagem e o som do vento e dos pássaros da floresta.
O que poderia se tornar incrivelmente piegas nas mãos de um cineasta menos experiente funciona aqui, graças à absoluta fidelidade de Malick às emoções encobertas.
Embora o nome Pocahontas não seja mencionado (os colonos preferem chamá-la de Rebecca), o filme baseia-se no mito idealizado dessa mulher, que encarna aqui tanto a ingenuidade da floresta quanto da mãe-terra.
Farrell não parece muito confortável no papel, raramente mudando de expressão. Malick e o cinegrafista Emmanuel Lubezki tiram de Kilcher mais poses do que um fotógrafo de moda. Kilcher, então com quinze anos, é uma jovem arrebatadora e a câmera se apaixona por ela.